# Rechberg
Rechberg település Ausztriában, Felső-Ausztria tartományban, a Pergi járásban. Tengerszint feletti magassága 576 méter, területe 13,8 km².

## Elhelyezkedése
Rechberg Pierbach, Bad Zell, Sankt Thomas am Blasenstein, Münzbach és Windhaag bei Perg településekkel határos.

## Népesség
| 2016 | 963 |
| 2018 | 996 |